# Keila (Fluss)
Der Keila-Fluss (estnisch Keila jõgi) ist ein Fluss in Estland. Seine Länge beträgt 107 km.

## Beschreibung
Der Fluss entspringt beim Moor von Loosalu im südlichen Teil der Landgemeinde Juuru im Kreis Rapla. Er mündet bei Keila-Joa im Kreis Harju in den Finnischen Meerbusen. Seine durchschnittliche Abflussmenge beträgt 6,4 m³/s, sein Einzugsgebiet 682 km².
Besonders am Oberlauf ist der Fluss reich an Barschen und Hechten.
Vor allem bei der Stadt Keila wird der Fluss durch die lokale Industrie genutzt. In der Nähe befindet sich einer der schönsten Wasserfälle Estlands, der Keila-Wasserfall (Keila juga).

## Einzelnachweise

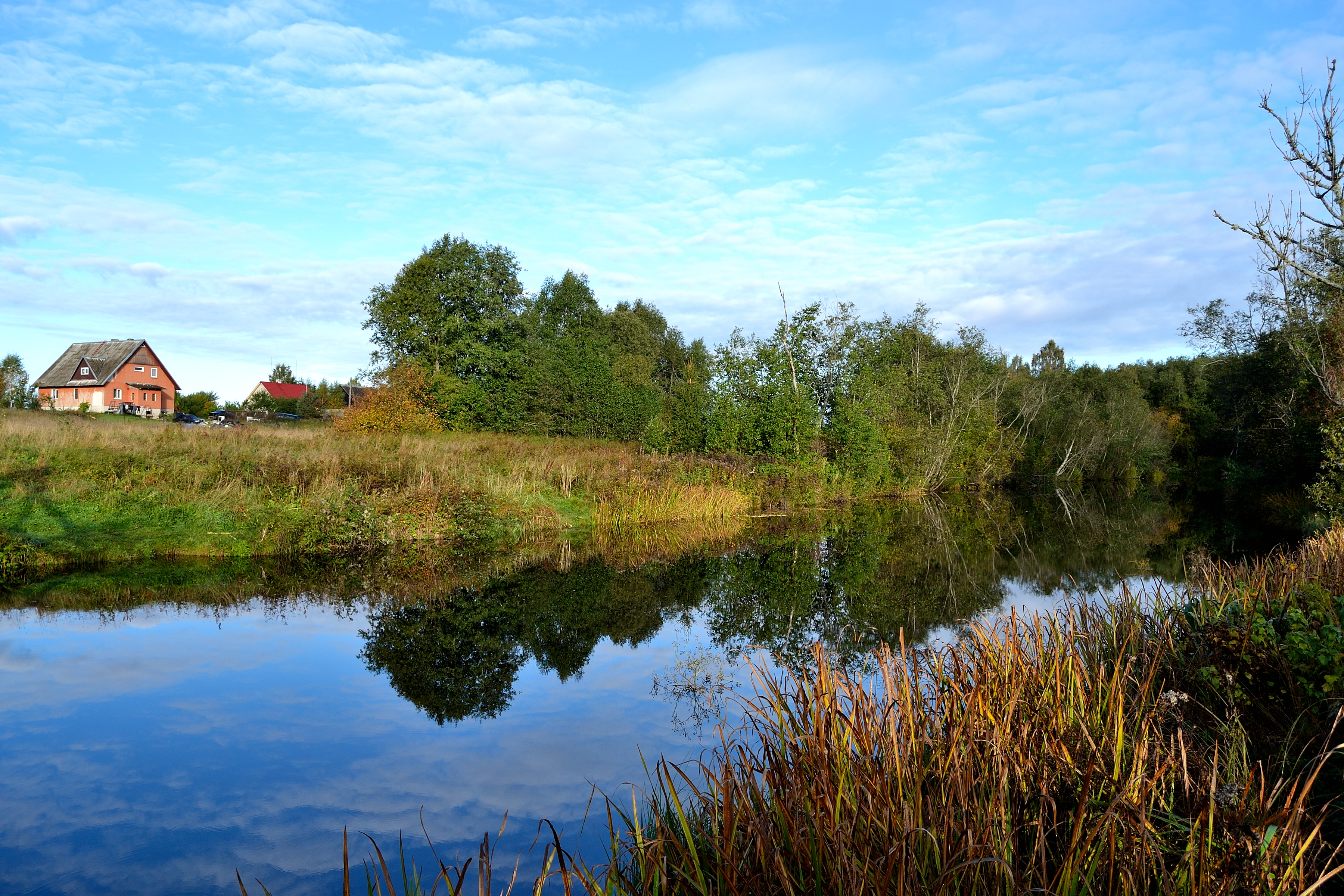
Der Keila-Fluss in der Nähe der historischen Festung Lohu